# Молога (город)
Моло́га — город, располагавшийся при впадении реки Мологи в Волгу. Место, где был город, находится в пяти километрах на восток от острова Святовский Мох, в трёх километрах севернее от створа Бабьи Горы — щитов на бетонных основаниях, обозначающих судоходный фарватер, идущий над старым руслом Волги. Затоплен в 1940-х годах в ходе строительства Рыбинского водохранилища.

## Историческая география
Город Молога стоял на ровной песчаной возвышенности на правом берегу реки Мологи и левом берегу реки Волги, при их слиянии, в 32 км от Рыбинска и в 120 км от Ярославля. Ширина реки Мологи у города составляла 277 м, глубина — от 3 до 11 м. Ширина Волги была до 530 м, глубина — от 2 до 9 м. Через город проходил Петербургский почтовый тракт.
В XVII веке к городу было причислено село Горькая Соль, стоявшее в 13 км вверх по реке Мологе. К западу от города находилось озеро (около 2,5 км в диаметре), называемое Святым. Из него вытекал небольшой ручей Копь, впадавший в реку Мологу.
В настоящее время территория бывшего города Мологи входит в административные границы Рыбинского района Ярославской области.

## Средневековье
Время первоначального заселения местности, где стоял город Молога, неизвестно. В летописях наименование реки Мологи в первый раз встречается под 1149 годом, когда великий князь Киевский Изяслав Мстиславич, воюя с Юрием Долгоруким — князем Суздальским и Ростовским, сжёг все сёла по Волге до самой Мологи. Это случилось весной, и война должна была прекратиться, так как вода в реках поднялась. Полагали, что весенний разлив застиг воюющих именно там, где стоял город Молога. По всей вероятности, здесь существовало издавна и какое-либо селение, принадлежавшее князьям Ростовским.
В 1321 году появилось Моложское княжество — по смерти ярославского князя Давида сыновья его, Василий и Михаил, разделили его владения: Василий, как старший, наследовал Ярославль, а Михаил получил удел на реке Мологе и поселился, вероятно, там, где, как полагает Троицкий, стоял город Молога. Это своё предположение он основывал на местном предании, свидетельствующем, что князь Михаил, отправляясь в свой удел, принёс как благословение отца икону Тихвинской Божией Матери, которая составляла главную святыню Мологского Афанасьевского монастыря. К тому же, в мологском уделе место, где была Молога, лучшее по водному пути сообщения; а города основывались прежде главным образом при устьях рек.
При Иване III Мологское княжество вошло в состав централизованного Русского государства. Он же перенёс в Мологу ярмарку, ранее располагавшуюся в 50 км выше по реке Мологе в Холопьем городке. Она была крупнейшей в Верхнем Поволжье в конце XIV — начале XVI века, но потеряла затем своё значение в связи с обмелением Волги и перемещением торговых путей. Тем не менее, Молога оставалась значительным торговым центром местного значения.

## XVII—XVIII века
В Смутное время и после (особенно в 1609 и 1617 годах) мологжане претерпели много горя и бед, как это было тогда везде по стране.
Из описи, составленной между 1676 и 1678 годами стольником М. Ф. Самариным и подьячим Русиновым видно, что Молога в это время была дворцовым посадом, что в ней считалось тогда 125 дворов и в том числе 12 принадлежавших рыбным ловцам, что эти последние, сообща с ловцами Рыбной слободы, ловили в Волге и Мологе красную рыбу, доставляя к царскому двору ежегодно по 3 осетра, по 10 белых рыбиц и по 100 стерлядей. Когда прекратилась с жителей Мологи эта подать — неизвестно. В 1682 году в Мологе был 1281 дом.
В начале XVIII столетия слобода Молога делилась на три посада: верхний, средний или Вознесенский и нижний или Воскресенский. Верхний посад от среднего отделялся Святозерским ручьём, через который имелся деревянный мост. Спуск на этот мост из среднего посада проходил по берегу реки Мологи, рвом, мимо бывшей тогда здесь деревянной церкви, изгибаясь к мосту в левую сторону полукругом; подъём же с моста в верхний посад вёл прямо в главную улицу Заручья, называвшуюся Сорокиной. Мост был не высок, весной заливался, и тогда сообщение с Заручьем производилось на лодках. Место, где стоял верхний посад, существовало и в конце XIX века, но бывшая тогда здесь единственная улица Сорокина имела в длину иное направление. Место среднего посада также сохранялось, но не всё; главная улица здесь носила название Проезжей. Нижний посад был частично затоплен Мологой, а частично запущен, так как постоянно отмывался. Все три посада находились под ведением одной общей Ратуши, помещавшейся в нижнем посаде. Пространство между нижним и средним посадами занято было торговой площадью. Здесь же находилась таможня, 14 деревянных лавок, кружечный двор и кабак. Каменный собор и княжеские палаты находились в нижнем же посаде — Воскресенском. Направление течения реки Мологи было в те времена иное, чем в конце XIX века.
До 1772 года всех умерших погребали у церквей, вблизи домов; по указу же этого года велено хоронить не ближе 215 м от жилищ, почему в Воскресенском приходе отведено было место для кладбища на берегу озера, и здесь построили тогда деревянную церковь Воздвиженскую; в Вознесенском же приходе место для кладбища отведено было в другой стороне Святозерского ручья.
По сведениям Бакмейстера и Полунина в конце 1760-х годов Молога относилась к Угличской провинции Московской губернии, имела ратушу, разделялась на три посада; каменных приходских церквей было 2, деревянная 1; дома все деревянные; около 700 мужчин, 289 дворов. Мологское купечество имело небольшой хлебный промысел, однако, большинство занималось «Волжской чёрной работой». Две ярмарки: 18 января и в Великий пост на 4-й неделе в среду. Приезжали купцы из Белозерска с рыбою и снетками; из Углича, Романова, Борисоглебской и Рыбной слобод со всяким мелочным и шёлковым товаром; а больше крестьяне с хлебом, мясом и деревянною посудой. Недельные небольшие торги бывали по субботним дням. В конце XVIII века главными двигателями торговли в Мологе были хлеб, рыба, меха; в конце XIX века они вовсе не привозились, а торговали товаром красным, бакалейным и изделиями из меди, железа и дерева.

## Уездный город
Древний дворцовый посад или купеческая слобода Молога получил в 1777 году статус уездного города Мологского уезда, и тогда же причислен к Ярославскому наместничеству и к соответствующей губернии. План города конфирмован 21 марта 1780 года и 26 октября 1834 года. Присутственные места открыты в Мологе 4 января 1778 года. Первое время в городе ощущалась нехватка необходимых теперь грамотных людей.
Герб города Мологи был Высочайше утверждён 31 августа (11 сентября) 1778 год императрицей Екатериной II вместе с другими гербами городов Ярославского наместничества (ПСЗ, 1778, Закон № 14765). Закон № 14765 в Полном собрании Законов Российской империи датирован 20 июня 1778 года, но на приложенных к нему рисунках гербов дата утверждения гербов обозначена — 31 августа 1778 года. В полном собрании законов он описан так: «щит в серебряном поле; часть третья оного щита содержит герб Ярославского наместничества (на задних лапах медведь с секирой); в двух же частях того щита показано в лазоревом поле часть земляного валу, он обделан серебряною каймой, или белым камнем»). Герб был сочинён товарищем герольдмейстера коллежским советником И. И. фон Энденом.
В 1802 году в Мологе была городская школа с 45 учениками, и им преподавалось: краткий катехизис, читать и писать по-русски, 1-я и 2-я часть арифметики, основы рисования и объяснение должности человека и гражданина. Годовой оборот торговли доходил тогда до 160 000 руб. Были здесь и заводы: солодовенных два — Осипа Васильевича Казанина с 1800 года, с производством на 1000 руб. и Косьмы Андреевича и У. М. Бушковых с 1795 года, на 6500 руб., кожевенных два — И. П. Новотельнова с 1801 года, на 1550 руб. и М. М. Нестерова с 1798 года, на 1275 руб.; кирпичных тоже два. Для усиления мологской полиции 3 августа 1823 года повелено было определить туда одного квартального надзирателя с жалованьем по 200 р. в год из городских доходов; а в 1836 году (29 мая) на обязанность города возложено всё содержание полиции.
В 1778 году в новооткрытом городе было 418 домов и 20 лавок, а жителей — 2109. Год от году город увеличивался и улучшался во внешнем и во внутреннем благоустройстве. В 1858 году здесь был 4851 житель; в 1864 г. — уже 5186.
Причина процветания города обнаружилась случайно. При открытии городской думы жители постановили секретный общественный приговор такого содержания: так как учреждаемая дума может распоряжаться лишь доходами, указанными в законе, и на цели, также определённые законом, под контролем высшего начальства, постановили сохранить прежнее общественное управление под заведованием того же городского головы и тех же гласных думы и в распоряжение этого управления предоставить специальный капитал, формируемый по общей раскладке. Таким образом, с 1786 по 1847 год в Мологе фактически существовало два городских самоуправления: одно официальное, с 4 тысячами рублей дохода; другое тайное, но в сущности настоящее, имевшее 20 тысяч рублей дохода. Город процветал, пока государство случайно не узнало тайны; голова был предан суду, незаконный капитал передан казённому и в результате, как записал ревизовавший городские управления Ярославской губернии в 1849 году И. С. Аксаков, «город пришёл в упадок и довольно скоро».
На 1862 год объявлено было в Мологе купеческих капиталов по 2-й гильдии — 1 и по 3-й — 56. Из взявших гильдейские свидетельства занимались торговлею в самом городе 43, а остальные — на стороне. Кроме купцов торговало тогда здесь ещё 23 крестьянина. Из торговых заведений в Мологе находилось в то время 3 магазина, 86 лавок, 4 гостиницы и 10 постоялых дворов.
28 мая 1864 года случился пожар, уничтоживший дотла самую лучшую и большую часть города. В течение 12 часов сгорело более 200 домов, гостиный двор, лавки и здания присутственных мест. Убыток исчислялся тогда свыше 1 млн руб.. Следы этого пожара были видны около 20 лет.
В 1889 году Мологе принадлежало 8,3 тыс. га земли (первое место из городов губернии), в том числе внутри городской черты 350 га; жилых домов каменных 34, деревянных 659 и строений нежилых каменных 58, деревянных 51. Всех жителей в городе было около 7032, в том числе 3115 мужчин и 3917 женщин. Кроме 4 иудеев, все были православные. По сословиям население делилось так (мужчин и женщин): дворян потомственных 50 и 55, личных 95 и 134, белого духовенства с их семействами 47 и 45, монашествующего — 165 женщин, личных почётных граждан 4 и 3, купцов 73 и 98, мещан 2595 и 3168, крестьян 51 и 88, регулярного войска 68 мужчин, состоящих в запасе 88 мужчин, отставных солдат с семействами 94 и 161. К 1 января 1896 года жителей было 7064 (3436 мужчин и 3628 женщин).
Ярмарок в Мологе бывало в это время 3: Афанасьевская — 17 и 18 января, Средокрестная — в среду и четверг 4-й недели Великого поста и Ильинская — 20 июля. Привоз товаров на первую доходил по своей стоимости до 20 000 р., а распродажа до 15 000 р.; остальные же ярмарки не многим отличались от обыкновенных базаров, еженедельные торговые дни по субботам бывали довольно оживлённы только летом. Ремесло в городе была развито слабо. В 1888 году в Мологе считалось ремесленников: мастеров 42, рабочих 58 и учеников 18, кроме того, около 30 человек занимались постройкой барок; фабрик и заводов: 2 винокуренных, 3 прянично-булочно-крендельных, крупяной, маслобойный, 2 кирпичных, солодовенный, свечно-сальный, ветряная мукомольная мельница — работало на них по 1—20 человек.
Горожане главным образом находили себе средства к жизни на месте, хотя бывали и отлучки на сторону. Жители слободы Горькой Соли, в свободную от полевых работ пору, нанимались для сплава барок. Некоторые из жителей Мологи занимались сельскими работами, арендуя для этого у города пахотные и луговые земли. Кроме того, был огромный луг против города, хорошим и обильным сеном с этого луга пользовались все обыватели, записавшиеся в часть. Косцы нанимались городом, сено же сгребалось самими пайщиками.
По доходам Молога, в ряду остальных городов Ярославской губернии, на 1887 год занимала четвёртое место, а по расходам — пятое. Так, городские доходы в 1895 году составили 45 775 руб., расходы — 44 250 руб. В 1866 году в городе был открыт банк — основу ему положили деньги, собираемые жителями на экстренные случаи с 1830-х годов, к 1895 году его капитал достиг 48 000 руб.
В конце XIX века Молога представляла собой небольшой узенький длинный город, принимающий оживлённый вид во время нагрузки судов, продолжавшейся весьма недолго, а затем погружавшийся в обычную сонную жизнь большей части уездных городов. От Мологи начиналась Тихвинская водная система, одна из трёх, связывающих Каспийское море с Балтийским. Несмотря на то, что из проходящих около 4,5 тысячи судов останавливались здесь лишь немногие, движение их не могло не отражаться на благосостоянии жителей, открывая им возможность к снабжению судорабочих съестными припасами и другими необходимыми предметами. Кроме прохода упомянутых судов, на Мологской пристани ежегодно грузилось более 300 судов хлебом и другими товарами, на сумму до 650 000 руб., и почти такое же число судов здесь разгружалось. Сверх того в Мологу пригонялось до 200 лесных плотов. Общая ценность разгружающихся товаров доходила до 500 000 руб.
Заводов в 1895 году было 11 (винокуренный, костомольный, клееваренный и кирпичный заводы, завод по производству ягодных экстрактов и другие), рабочих 58, сумма производства составляла 38 230 рублей. Купеческих свидетельств было выдано: 1-й гильдии — 1, 2-й гильдии — 68, на мелочной торг — 1191. Функционировали казначейство, банк, телеграф, почта, кинематограф.
В городе было пять храмов:
- Воскресенский собор (каменный). Построен в 1767 году в нарышкинском стиле и возобновлён мологским купцом 1-й гильдии П. М. Подосёновым в 1881—1886 годах. Соборный холодный храм имел пять престолов: главный Воскресения Христова, и придельные: Пророка Илии, Николая Чудотворца, Успения Божией Матери и святых Афанасия и Кирилла. Колокольня из трёх убывающих восьмериков выстроена наподобие угличских колоколен.
- Богоявленский собор (каменный). Построен в 1882 году в русско-византийском стиле. Тёплый соборный храм имел три престола: Богоявления, Покрова Божией Матери и Николая Чудотворца. В постройке этого собора главное участие принимали мологский купец 1-й гильдии П. М. Подосёнов и санкт-петербургский купец 1-й гильдии Н. С. Утин.
- Вознесенская церковь (каменная). Построена в 1756 году; в ней три престола: Вознесения, святых князей Бориса и Глеба, Архистратига Михаила. В оформлении её фасадов были использованы элементы барокко.
- Всехсвятская кладбищенская церковь (каменная). Построена в 1805 году, с двумя престолами: во имя Всех Святых и Иоанна Предтечи.
- Крестовоздвиженская старокладбищенская церковь (деревянная). Построена иждивением прихожан в 1778 году в южной части города. В начале XIX столетия храм был оштукатурен и побелён, и стал похожим на каменный. Но он сохранил формы и пропорциональный строй, характерный для памятников русского деревянного зодчества.

В причисленном к городу Мологе селе Горькая Соль стояла Фоминская церковь, построенная в 1828 году Ф. К. Бушковым. Имела два престола: Апостола Фомы и Казанской Божией Матери.
В 500 м к северу от города располагался Афанасьевский монастырь (с XV века — мужской, с 1795 — женский). Имел четыре храма: холодный (1840) и 3 тёплых (1788, 1826, 1890). Главной святыней была чудотворная икона Тихвинской Божией Матери начала XIV века.
Имелось 3 библиотеки и 9 учебных заведений: городское трёхклассное мужское училище, Александровское двухклассное женское училище, два приходских училища — одно для мальчиков, другое для девочек; Александровский детский приют; «Подосеновская» (по имени основателя купца П. М. Подосенова) гимнастическая школа — одна из первых в России, преподавались игра в кегли, езда на велосипеде, фехтование; велось обучение столярному ремеслу, маршировке и ружейным приёмам, также при школе имелись сцена и партер для постановки спектаклей.
Была земская больница с 30-ю кроватями, городская лечебница для приходящих больных и при ней склад книг по популярной медицине, выдающихся для чтения бесплатно; городская дезинфекционная камера; частная глазная лечебница доктора Руднева (6500 посещений в год). Город на свой счёт содержал врача, фельдшера-акушерку и двух сиделок для ухода за больными на дому. Всех врачей в Мологе было 6 (1 из них была женщиной), фельдшеров 5, фельдшерица, повивальных бабок 3, аптека 1. Для прогулок на берегу Волги был устроен небольшой общественный сад. Климат характеризовался как сухой и здоровый, считалось, что он помогал Мологе избегать эпидемий таких страшных болезней, как чума и холера.
Призрение бедных было поставлено в Мологе прекрасно. Имелось 5 благотворительных учреждений: в том числе общество спасения на водах, попечительство о бедных города Мологи (с 1872), 2 богадельни — Бахиревская и Подосеновская. Владея достаточным количеством леса, город приходил на помощь беднякам, раздавая им его для топлива. Весь город попечительство о бедных разбило на участки, и каждым участком заведовал особый попечитель. За 1895 год попечительство израсходовало 1769 р.; имелась столовая для бедных. Встретить в городе нищего было большой редкостью.
Советская власть в городе была установлена 15 (28) декабря 1917 года не без определённого сопротивления со стороны приверженцев Временного правительства, но без какого-либо кровопролития. В годы Гражданской войны ощущалась нехватка продовольствия, особо острая в начале 1918 года.
В 1929—1940 годах Молога была центром одноимённого района.
В 1931 году в Мологе организуется машинно-тракторная станция семеноводческого направления, её тракторный парк, однако, насчитывал в 1933 году только 54 единицы. В этом же году строится элеватор для семян лугопастбищных трав, организуется семеноводческий колхоз и техникум. В 1932 году, открывается зональная семеноводческая станция. В этом же году в городе возник промкомбинат, объединяющий электростанцию, мельницу, маслобойный и крахмало-паточный заводы, баню.
В 1930-х годах в городе было более 900 домов, из них около ста каменных, на торговой площади и около неё располагалось 200 лавок и магазинов. Население не превышало 7 тысяч человек.

## Затопленный город
14 сентября 1935 года СНК СССР и ЦК ВКП(б) приняли постановление о начале строительства Рыбинского и Угличского гидроузлов. По первоначальному проекту подпорный уровень (высота зеркала воды над уровнем моря) Рыбинского водохранилища должен был составлять 98 м. 1 января 1937 года проектируемый уровень был повышен до 102 м, что увеличивало количество затапливаемых земель почти вдвое. Увеличение подпорного уровня на 4 метра позволяло увеличить установленную мощность Рыбинской ГЭС с 220 до 330 МВт и создать более ёмкое водохранилище, способное играть роль регулятора. Город Молога лежал на отметках 98-101 м над уровнем моря и, таким образом, попадал в зону затопления.
Осенью 1936 года мологжанам было объявлено о грядущем переселении. Местные власти настаивали на том, чтобы до конца года переселить около 60 % жителей города и вывезти их дома, невзирая на то, что было невозможно успеть за два месяца, оставшихся до замерзания Мологи и Волги. Кроме того, сплавляемые дома остались бы сырыми до лета. Выполнить это решение не удалось — переселение жителей началось весной 1937 года и длилось четыре года. 13 апреля 1941 года город (согласно БСЭ, насчитывавший к тому времени 6100 жителей) опустел, все постройки были перенесены или разрушены. Был перекрыт проём плотины. Воды притоков Волги — Шексны и Мологи затопили 700 населённых пунктов. Самые высокие здания города — церкви — перед затоплением снесли подрывники. Территория города была окончательно затоплена в 1946 году.
Большая часть мологжан была поселена недалеко от Рыбинска в посёлке Слип, называвшемся некоторое время Новой Мологой. Часть оказалась в соседних районах и городах, в Ярославле, Москве и Ленинграде.
Первые встречи мологжан относятся к 1960-м годам. С 1972 года каждую вторую субботу августа мологжане собираются в Рыбинске, чтобы отметить память своего погибшего города. В настоящее время в день встречи обычно устраивается выезд на теплоходе в район Мологи.
В 1992—1993 годах уровень Рыбинского водохранилища понизился более чем на 1,5 метра, позволив краеведам организовать экспедицию на обнажившуюся часть затопленного города (были видны мощёные улицы, контуры фундаментов, кованые решётки и могильные плиты на кладбище). В ходе экспедиции были собраны интересные материалы для будущего музея Мологи и снят любительский фильм.
В 1995 году в Рыбинске был создан Музей Мологского края. В июне 2003 года по инициативе общественной организации «Землячество мологжан» Администрацией Ярославской области был организован Круглый стол «Проблемы Мологского края и пути их решения», на котором В. И. Лукьяненко впервые выдвинул идею создания Национального парка «Молога» в память о затопленном городе.
В августе 2014 года в регионе наступило маловодье, из-за чего над водой проступили остатки построек. Аналогичное маловодье наступило в июле 2018 года, ноябре 2024 года.

## Память
- Музей Мологского края имени Н. М. Алексеева
- Улица Мологская в микрорайоне Заволжье (Рыбинск)